# Jean Lara
Jean Lara (eigentlich Juan Usnadivaras; * 20. September 1922 in Dijon; † 25. September 2010) war ein französischer Schauspieler und Filmschaffender.

## Leben
Jean Lara trat seit 1946 in Filmen auf, zunächst unter dem Namen Jean Varas. seit Beginn der 1950er Jahre unter dem Künstlernamen Jean Lara. Bis 1986 war er neben der Schauspielerei auch als Produktionsleiter für zahlreiche Filmen tätig, unter anderem bei Der diskrete Charme der Bourgeoisie von Luis Buñuel. Auch in gelegentlichen Theaterproduktionen konnte man Lara in den 1950er und 1960er Jahren sehen. Als Regisseur drehte er zwei Kurzfilme; einmal war er auch als Drehbuchautor aktiv.

## Filmografie (Auswahl)
- 1946: Le père tranquille
- 1947: Stürmische Jugend (Le diable au corps)
- 1952: Geliebte des Arztes (L‘étrange amazone)
- 1952: Alles war Sünde (Les amants maudits)
- 1953: Im Dunkel der Großstadt (Minuit Champs-Élysées)
- 1953: Die Abenteurerin von Paris (L‘aventurière des Champs-Élysées)
- 1956: Fernand Cowboy (Fernand cow-boy)
- 1958: In Montmartre wird es Nacht (En légitime violence)
- 1958: Die Nacht und ihr Preis (Cette nuit-là)
- 1964: Interpol jagt leichte Mädchen (Requiem pour un caïd)
- 1965: Der Zug zur Hölle (Train d‘enfer)
- 1967: Allô Police (Fernsehserie, 1 Folge)
- 1986: Paris minuit